# Ama…
Ama... (Ἀμα...) es la parte de la firma del nombre de un alfarero o pintor de vasos activo en torno al año 530 a. C., de cuya obra se conservan dos fragmentos de una copas firmados y pintados con figuras rojas con la representación de un sátiro, que se encuentran en el Museo Arqueológico de Florencia (números de inventario: 1 B 6 y 1 B 7). Por razones estilísticas, estos dos fragmentos pueden asociarse a otra copa pintado en estilo figurado negro y rojo, que representa un Sátiro danzante con Dioniso y una Máscara entre ojos grandes (n.º de inv. 1 B 6), que se encuentran en el mismo lugar. Estas dos obras se agrupan en la bibliografía como el llamado Grupo de Ama.
John Beazley pensó inicialmente en añadir la firma al nombre de Amasis y equipararlo con el alfarero del mismo nombre —Amasis (alfarero)— que puede rastrearse en Atenas. Sin embargo, como este último, por lo que se sabe, solo trabajaba en el estilo de figuras negras, revisó posteriormente su opinión. 